# لوئیس کاراسکو (بازیکن بسکتبال)
لوئیس کاراسکو (اسپانیایی: Luis Carrasco‎؛ زادهٔ ۱۸ سپتامبر ۱۹۱۵) بازیکن بسکتبال اهل شیلی بود. وی در بازی‌های المپیک تابستانی ۱۹۳۶ شرکت کرده‌است.